# Atlético Boxing Club
O Atlético Boxing Club é um clube desportivo argentino sediado na cidade de Río Gallegos, localizada na Província de Santa Cruz. A agremiação foi fundada no dia 23 de agosto de 1920 e atualmente disputa o Torneo Federal B, quarta divisão do futebol argentino.

## História
Fundado no dia 23 de agosto de 1920, o Boxing Club é uma das instituições esportivas mais antigas de Santa Cruz. O clube foi fundado por um grupo de vizinhos de Río Gallegos. O nome da agremiação foi escolhido por causa do seu primeiro vice-presidente, Alfonso Martínez, que era fã de boxe.
O Boxing Club teve um importante papel social na cidade de Río Gallegos na década de 20. No dia 19 de fevereiro de 1926 foi responsável pela criação do primeiro Corpo de Bombeiros de Voluntários da Patagônia (Cuerpo de Bomberos Voluntarios del Atlético Boxing Club). 
No futebol, a equipe de Río Gallegos é filiada à Liga de Fútbol Sur, onde tem grande exito. Nacionalmente, o Boxing Club ficou perto da Primeira Divisão da Argentina em 1973, quando perdeu as decisões do Torneo Regional contra o Cipolletti de Río Negro e All Boys de La Pampa , desperdiçando a chance do acesso à elite do futebol argentino.
Em 2014, o Boxing Club conquistou o seu primeiro título nacional. O elenco de Río Gallegos foi um dos vencedores do Torneo del Interior ao derrotar na decisão o Banfield de Puerto Deseado. Com o triunfo, a equipe de Santa Cruz conseguiu o acesso ao Torneo Federal B. 

## Dados do clube
- Temporadas na primeira divisão: 0
- Temporadas na segunda divisão:
  - Torneo Regional: 5 (1973, 1974, 1976, 1978, 1980)
    - Melhor resultado: semifinalista (1973)
- Temporadas na terceira divisão: 0
- Temporadas na quarta divisão:
  - Torneo Federal B: 2 (2014, 2015)
- Temporadas na quinta divisão:
  - Torneo del Interior: 8 (2006, 2007, 2008, 2009, 2010, 2011, 2012 y 2014)
    - Melhor resultado: vencedor (2014)
- Participações na Copa Argentina de Fútbol: 1 (2014/15)

## Títulos
- Torneo del Interior (1): 2014
- Liga de Fútbol Sur (16): 1963/64, 1964/65, 1967/68, 1968/69, 1970/71, 1974/75, 1975/76, 1976/77, 1986/87, 1987/88, 1991/92, 2005/06, 2006/07, 2007, 2011 e 2014/15.